# Allmänna Idrottsklubben Fotboll 2022
Questa voce raccoglie le informazioni riguardanti l'Allmänna Idrottsklubben Fotboll, meglio conosciuto come AIK, nelle competizioni ufficiali della stagione 2022.

## Maglie e sponsor
Nike è nuovamente sponsor tecnico, così come Notar rimane main sponsor (per un'ultima stagione).

La prima maglia presenta il classico colore nero con inserti gialli, la seconda maglia invece è nuovamente bianca ma con una banda orizzontale nerogialla e inserti neri.
| Casa | Trasferta |

## Rosa
| N. |                        | Ruolo | Calciatore                          |
| -- | ---------------------- | ----- | ----------------------------------- |
| 2  | Svezia (bandiera)      | D     | Josafat Mendes                      |
| 3  | Svezia (bandiera)      | D     | Per Karlsson                        |
| 4  | Svezia (bandiera)      | D     | Sotirios Papagiannopoulos           |
| 5  | Svezia (bandiera)      | D     | Alexander Milošević (vice capitano) |
| 7  | Svezia (bandiera)      | C     | Sebastian Larsson (capitano)        |
| 8  | Svezia (bandiera)      | D     | Bilal Hussein                       |
| 9  | Argentina (bandiera)   | A     | Nicolás Stefanelli                  |
| 10 | Svezia (bandiera)      | A     | Nabil Bahoui                        |
| 11 | Svezia (bandiera)      | A     | John Guidetti                       |
| 12 | Svezia (bandiera)      | D     | Axel Björnström                     |
| 15 | Svezia (bandiera)      | P     | Kristoffer Nordfeldt                |
| 17 | Lussemburgo (bandiera) | C     | Vincent Thill                       |
| 18 | Svezia (bandiera)      | C     | Amar Ahmed Fatah                    |
| 19 | Svezia (bandiera)      | A     | Jordan Larsson                      |

| N. |                    | Ruolo | Calciatore               |
| -- | ------------------ | ----- | ------------------------ |
| 20 | Irlanda (bandiera) | C     | Zachary Elbouzedi        |
| 22 | Svezia (bandiera)  | A     | Benjamin Mbunga Kimpioka |
| 23 | Serbia (bandiera)  | P     | Budimir Janošević        |
| 24 | Svezia (bandiera)  | C     | Jesper Ceesay            |
| 25 | Kenya (bandiera)   | D     | Erick Otieno             |
| 26 | Svezia (bandiera)  | C     | Yasin Ayari              |
| 29 | Kenya (bandiera)   | D     | Collins Sichenje         |
| 30 | Kenya (bandiera)   | A     | Henry Atola Meja         |
| 32 | Svezia (bandiera)  | A     | Tom Strannegård          |
| 33 | Svezia (bandiera)  | D     | Mikael Lustig            |
| 34 | Svezia (bandiera)  | A     | Erik Ring                |
| 42 | Svezia (bandiera)  | C     | Victor Andersson         |
| 45 | Svezia (bandiera)  | C     | Taha Ayari               |

## Risultati

### Allsvenskan

#### Girone di andata
| Arbitro: | Andreas Ekberg |

|                                                                 |           |                         |
| Jeremejeff 12’ (rig.) Jeremejeff 14’ Uddenäs 55’ Jeremejeff 62’ | Marcatori | 19’ Bahoui 77’ Y. Ayari |

| Arbitro: | Kristoffer Karlsson |

|               |           |  |
| Milošević 15’ | Marcatori |  |

| Arbitro: | Mohammed Al-Hakim |

|                                                 |           |  |
| Kiese Thelin 3’ Toivonen 45+7’ Kiese Thelin 79’ | Marcatori |  |

| Arbitro: | Adam Ladebäck |

|                |           |  |
| S. Larsson 27’ | Marcatori |  |

| Arbitro: | Glenn Nyberg |

|                |           |  |
| Stefanelli 45’ | Marcatori |  |

| Arbitro: | Andreas Ekberg |

|  |           |                           |
|  | Marcatori | 46’ J. Larsson 70’ Bahoui |

| Arbitro: | Victor Wolf |

|               |           |  |
| Milošević 70’ | Marcatori |  |

| Arbitro: | Adam Ladebäck |

|                                               |           |  |
| Hadžikadunić 17’ (aut.) S. Larsson 87’ (rig.) | Marcatori |  |

| Arbitro: | Kristoffer Karlsson |

|                                     |           |                                            |
| Ludwigson 32’ Jeahze 40’ Besara 72’ | Marcatori | 9’ Bahoui 64’ (rig.) S. Larsson 84’ Bahoui |

| Arbitro: | Mohammed Al-Hakim |

|                             |           |                                  |
| J. Larsson 43’ Otieno 45+2’ | Marcatori | 22’ Kouakou 39’ Karlsson Lagemyr |

| Arbitro: | Kaspar Sjöberg |

|                         |           |                                      |
| van den Hurk 42’ (rig.) | Marcatori | 51’ (rig.) S. Larsson 62’ J. Larsson |

| Arbitro: | Kristoffer Karlsson |

|            |           |                 |
| Đurđić 13’ | Marcatori | 44’ Ahmed Fatah |

| Arbitro: | Fredrik Klitte |

|  |           |             |
|  | Marcatori | 40’ Nwankwo |

| Arbitro: | Glenn Nyberg |

|                                      |           |                                    |
| Henriksson 25’ Stefanelli 71’ (aut.) | Marcatori | 17’ Stefanelli 49’ Mbunga Kimpioka |

| Arbitro: | Adam Ladebäck |

|            |           |  |
| Lustig 40’ | Marcatori |  |

| Arbitro: | Joakim Östling |

|                             |           |                                             |
| Antonsson 50’ Wenderson 53’ | Marcatori | 23’ Guidetti 55’ (aut.) Tihi 69’ Stefanelli |

#### Girone di ritorno
| Solna 16ª giornata | AIK | – Anticipata all'11 maggio | Malmö FF | Friends Arena |

| Arbitro: | Andreas Ekberg |

|                 |           |  |
| Berg 54’ (rig.) | Marcatori |  |

| Arbitro: | Kaspar Sjöberg |

|                         |           |                             |
| Y. Ayari 44’ Lustig 78’ | Marcatori | 28’ Antonsson 63’ Antonsson |

| Arbitro: | Kristoffer Karlsson |

|                           |           |                                                     |
| Sigurðsson 90’ Sema 90+6’ | Marcatori | 13’ Y. Ayari 36’ Stefanelli 38’ Bahoui 90+8’ Otieno |

| Arbitro: | Andreas Ekberg |

|                            |           |                        |
| Guidetti 2’ Stefanelli 46’ | Marcatori | 37’ Besara 59’ Berisha |

| Arbitro: | Granit Maqedonci |

|                                                               |           |  |
| Stefanelli 45’ Bahoui 57’ Stefanelli 82’ Larsson 90+4’ (rig.) | Marcatori |  |

| Arbitro: | Joakim Östling |

|                        |           |  |
| Tranberg 78’ Sissé 80’ | Marcatori |  |

| Arbitro: | Fredrik Klitte |

|           |           |             |
| Thill 12’ | Marcatori | 53’ Örqvist |

| Arbitro: | Adam Ladebäck |

|                |           |                      |
| Björkström 62’ | Marcatori | 76’ Papagiannopoulos |

| Arbitro: | Kaspar Sjöberg |

|                              |           |  |
| Guidetti 49’ Elbouzedi 90+6’ | Marcatori |  |

| Arbitro: | Andreas Ekberg |

|                |           |                             |
| Holmberg 90+3’ | Marcatori | 10’ Guidetti 61’ Stefanelli |

| Arbitro: | Glenn Nyberg |

|                       |           |                         |
| Guidetti 90+1’ (rig.) | Marcatori | 2’ Sadiq 85’ Jeremejeff |

| Arbitro: | Victor Wolf |

|              |           |  |
| Markovic 81’ | Marcatori |  |

| Arbitro: | Bojan Pandžić |

|               |           |                             |
| Bergström 80’ | Marcatori | 38’ Y. Ayari 90’ Stefanelli |

| Arbitro: | Fredrik Klitte |

|  |           |              |
|  | Marcatori | 79’ Ondrejka |

### Svenska Cupen 2021-2022

#### Gruppo 2
| Arbitro: | Victor Wolf |

|                       |           |  |
| Bahoui 41’ Bahoui 60’ | Marcatori |  |

| Arbitro: | Kristoffer Karlsson |

|  |           |                                             |
|  | Marcatori | 3’ Bahoui 5’ Bahoui 25’ Elbouzedi 87’ Atola |

| Arbitro: | Glenn Nyberg |

|               |           |                |
| S. Larsson 8’ | Marcatori | 87’ J. Larsson |

#### Fase finale
| Arbitro: | Adam Ladebäck |

|                                                  |           |                       |
| Nanasi 57’ Moisander 72’ Birmančević 105’ (rig.) | Marcatori | 51’ Bahoui 75’ Bahoui |

### Svenska Cupen 2022-2023
| Arbitro: | Robert Ahlman |

|                        |           |                                               |
| Zerai 39’ Caselius 82’ | Marcatori | 9’ Bahoui 59’ Stefanelli 68’ Ring 73’ Larsson |

### UEFA Europa Conference League 2022-2023

#### Qualificazioni
| Arbitro: | Urs Schnyder |

|                                         |           |                            |
| Stepanjuk 4’ Kozyrenko 24’ Čeljadin 69’ | Marcatori | 17’ Stefanelli 44’ Larsson |

| Arbitro: | Miloš Milanović |

|                              |           |  |
| Mendes 45+3’ Björnström 107’ | Marcatori |  |

| Arbitro: | Bram Van Driessche |

|              |           |           |
| Guidetti 17’ | Marcatori | 1’ Hasani |

| Arbitro: | Donald Robertson |

|                                     |                      |                                            |
| Hasani 22’ (rig.)                   | Marcatori            | 56’ Y. Ayari                               |
| Stojanovski Dita Doriev Cake Hasani | Tiri di rigore 2 – 3 | Larsson Hussein Stefanelli Björnström Ring |

#### Spareggi
| Arbitro: | Horațiu Feșnic |

|                                          |           |  |
| Petržela 28’ Sinyavskiy 77’ Reinberk 81’ | Marcatori |  |

| Arbitro: | Donatas Rumšas |

|  |           |                |
|  | Marcatori | 76’ Sinyavskiy |